# Dr Zero
La Dr Zero est un modèle d'automobile du constructeur DR Motor Company lancé en 2015. Il s'agit d'une Chery QQ rebadgée.